# Димитър Стоянов (политик)
Вижте пояснителната страница за други личности с името Димитър Стоянов.
Димитър Кинов Стоянов е български политик, народен представител в XL народно събрание (от 2005 г.) и бивш депутат в Европейския парламент (от януари 2007 /временен/, от 2007 – 2014 /редовен/). Учредител и председател на Национал-демократичната партия през 2012 г.

## Биография
Димитър Кинов Стоянов е роден на 17 май 1983 в София. Син е на журналистката Капка Георгиева Ибришимова – главен редактор на вестник „Атака“, и общественика Кин Стоянов, син на писателя Радой Ралин. Наричан е доведен син на Волен Сидеров, поради дългогодишната връзка на майка му със Сидеров (по-късно двамата за кратко сключват брак).
Следва Право в Софийския университет „Св. Климент Охридски“, завършва май 2011 .
Избран е за народен представител от листата на Национален съюз „Атака“. От 24 август 2005 е член е на Комисията по гражданското общество и медиите и заместник-председател на Комисията по европейска интеграция. От 26 август 2005 е наблюдател в Европейския парламент, а от 1 януари 2007 е временен депутат, а от 06.06.2007 г. е редовен евродепутат, след спечелени избори на 20 май 2007 г.
Съгласно изнесените от ЦИК данни, той е най-добре представилият се мажоритарно кандидат – за него са подадени 26 519 преференциални гласа.
Като евродепутат се включва в парламентарната група „Идентичност, традиция и суверенитет“ съставена от общо 23 души.
В средата на ноември 2011 е изключен от партия Атака, след като иска оставката на лидера Волен Сидеров заради слабия резултат на изборите. В интервю Стоянов потвърждава, че Сидеров и майка му вече не живеят заедно.
На предсрочните парламентарни избори на 12 май 2013 г. основаната от него Национал-демократична партия взема по-малко от 0,1% от действителните гласове, което слага край на спекулациите, че той е в състояние да разцепи вота за АТАКА, тиражирано в някои медии преди изборите.
За Европейските избори през май 2014 ЦИК заличава листата на партията на Стоянов и майка му Капка Георгиева

## Политическа дейност

### Дейност като евродепутат
Скоро след създаването в Европарламента на крайно дясната формация „Идентичност, традиция, суверенитет“, в групата, тогава от 20 депутати, възникват разногласия заради изказвания на Димитър Стоянов. Поводът са изказани на 15 януари 2007 г. мнения на Стоянов за циганите и евреите. Според него: повечето от „българските цигани са склонни към извършването на престъпления и продават своите дъщери“. Още: „Ако децата растат под лошото влияние на своите родители, не можете да очаквате да се интегрират. Ако превръщат дъщерите си в проститутки на 12-годишна възраст, не можете да очаквате да придобият морални ценности“. Той отрича обвиненията в антисемитизъм, но казва, че има много влиятелни евреи, с много пари, които „плащат на медиите, за да формират определени обществени нагласи“.
Само единственият британски представител в парламентарната група Ашли Моут се разграничи от думите на Стоянов, без да вземе отношение по същество. Според Моут, това са „изказвания на млад човек, който все още е неопитен“ и показват липсата на „политически интелект“. В медиите ситуацията се коментира от „в групата настана хаос“  до „скандал“.

### Димитър Стоянов заАЕЦ Козлодуй
„Дали Европейската комисия има решение за затварянето на 3-ти и 4-ти блок на АЕЦ Козлодуй, като условие за приемането на България в Европейския съюз?“ – това пита писмено, два пъти, Димитър Стоянов. Причина за питането е изказването на комисаря по разширяването Гюнтер Ферхойген през 2003 г. от трибуната на българския парламент, че ЕС ще приеме България за член, само ако страната ни затвори двата реактора. Според „Атака“ това изказване е целяло да заблуди българското правителство.
Първият официален въпрос до ЕК е заведен в деловодството на 24 януари 2007. Димитър Стоянов не е доволен от писмения отговор, защото не е конкретен, а общ. Второто питане е заведено на 28 февруари 2007 г.
Получен е отговор, датиран 10 май 2007: „There is no Decision by the Commission on the closure of the Kozloduy Nuclear Power Plant.“
Гюнтер Ферхойген е въвел всички български институции в заблуждение по въпроса за Козлодуй, и трябва да напусне поста си – е позицията на Димитър Стоянов. Стоянов се позова и на член от Виенската конвенция, според който: „Ако държавата е подведена да сключи договор под влияние на измамно поведение на друга участваща в преговорите държава, тя може да се позовава на измамата като основание за недействителност на своето съгласие да се обвърже с договора“. България трябва да възстанови поне работата на 3 и 4 блок, според Стоянов. Той допълва, че „Атака“ ще потърси решение до лятната ваканция на институциите.
Стоянов е категоричен: Соломон Паси и Меглена Кунева като главни преговарящи, трябва да носят политическата и съдебната отговорност за сключването на измамната за България клауза.

## Критики и противоречия
На 28 септември 2006 г., като български наблюдател в Европейския парламент (ЕП), Димитър Стоянов предизвиква скандал в Страсбург при обсъждане на номинацията на унгарската евродепутатка от ромски произход Ливия Ярока за „Парламентарист на 2006 година“ в областта на правосъдието на списанието на парламента Parliament Magazine. В e-mail до останалите депутати, Стоянов посочва три причини поради които той не е съгласен с номинацията. Той пише: „(...) тя вече е получила една награда тази година. Но чакайте – за младежки лидер? Та тази уважаема госпожа е почти на 32 години, за Бога! Повечето младежки организации приемат членове до 26. Моята партия се счита за либерална по този критерий, защото нашият лимит е 30. Уважаемата госпожица Ярока все пак не се вписва.“
Стоянов също критикува Ярока, която по думите му „не споделя ужасните страдания, които нейният народ понася в цяла Европа, бедността, мизерните условия и безработицата“. В писмото си той отправя остра критика към организациите за защита правата на ромите: „(...) ако сте на правилното място и в правилното време, вие дори може да си купите едно [циганско момиче, бел.ред.] (на 12 – 13 години), за да бъде ваша любяща съпруга. Най-добрите от тях са много скъпи – цената стига до 5000 евро, леле! Разбира се, това е престъпление по смисъла на глава 4 (Престъпления срещу брака, семейството и младежта), раздел 2 (Престъпления срещу младежта), член 191(3), наказуемо с от 2 до 5 години затвор, но аз не мисля, че така наречените „Организации за ромски права“ знаят, че такъв член въобще съществува, а всъщност и не ги интересува (наречете ги както искате, те се интересуват само от членовете на анти-дискриминационните закони, защото от тях могат да изкарат пари, а от престъпленията не могат)!“
Тези забележки биват заклеймени от редица евродепутати и Европейската народна партия (ЕНП), в която членува Ярока, и стават повод за искания Народното събрание да отзове Димитър Стоянов като наблюдател от Европейския парламент. След дълги дискусии в НС обаче се оказва, че няма правен механизъм за това.

## Семейство
Жени се на 23 юли 2011 г. за Мариела Стоянова . Имат 1 дете.